# Diocese de Mexicali
A Diocese de Mexicali (em latim: Dioecesis Mexicalensis) é uma diocese da Igreja Católica localizada no município de Mexicali, no estado da Baja California Sur, pertencente a Arquidiocese de Tijuana no México. Foi fundada em 25 de março de 1966 pelo Papa Paulo VI. Com uma população católica de 1.132.000 habitantes, sendo 67,6% da população total, possui 60 paróquias com dados de 2021.

## História
Em 25 de março de 1966 o Papa Paulo VI cria a Diocese de Mexicali através dos territórios do Vicariato Apostólico da Califórnia Inferiore e da Arquidiocese de Hermosillo. Em 2006 a Diocese de Mexicali tem sua província eclesiástica alterada, passando de Hermosillo para Tijuana. Em 2007 a Diocese de Mexicali juntamente com a Arquidiocese de Tijuana perdem território para a formação da Diocese de Ensenada.

## Lista de bispos
A seguir uma lista de bispos desde a criação da diocese em 1966.
|                    | Nome                        | Período            | Notas                           |
| Bispos de Mexicali | Bispos de Mexicali          | Bispos de Mexicali | Bispos de Mexicali              |
| ------------------ | --------------------------- | ------------------ | ------------------------------- |
| 4º                 | Enrique Sánchez Martínez    | 2023 - atual       |                                 |
| 3º                 | José Isidro Guerrero Macías | 1997 - 2022        | Faleceu no cargo                |
| 2º                 | José Ulises Macías Salcedo  | 1984 - 1996        | Nomeado arcebispo de Hermosillo |
| 1º                 | Manuel Pérez-Gil y González | 1966 - 1984        | Nomeado bispo de Tlalnepantla   |